# Verbascum chazaliei
Verbascum chazaliei är en flenörtsväxtart som beskrevs av Pierre Edmond Boissier. Verbascum chazaliei ingår i släktet kungsljus, och familjen flenörtsväxter. Inga underarter finns listade i Catalogue of Life.